# Танский, Василий Михайлович
Василий Михайлович Танский (укр. Василь Михайлович Танський; 1678—1763) — украинский шляхтич, знатный войсковой товарищ (1725), переяславский полковник (1726—1730), казацкий ротмистр «греческой компании» (1708—1709), участник шведской и турецкой войн.

## Биография
Внук Семёна Палия. Сын Михаила Антоновича Танского, младший брат Антона Танского. В 1715 г. получил от гетманского и царского правительств большие имения на Украине, в 1726 г. был назначен российским правительством переяславским полковником. Своими захватами и вымогательствами настолько вредил соседям, что в 1728 году оказался под следствием в Глухове и в Москве (1731).
Около 1730 года направил в столицу донос на малороссийского гетмана Даниила Апостола. Для производства секретного следствия о поступках гетмана Апостола из Санкт-Петербурга был направлен министр А. И. Шаховской.
В 1734 г. вновь арестован и отправлен в Москву, в следующем году был сослан в Сибирь (1735).
Амнистирован в 1741 г., вернулся на Украину и получил большие имения в г. Яготин, с. Келеберда и др. входивших в состав Переяславского полка, а также г. Мерефа.
Был женат на Анне Забилой, дочери Степана Петровича Забелы, генерального хорунжего при гетмане Войска Запорожского на Левобережной Украине Иване Самойловиче. Единственная дочь Танского — Анна — была в браке с Семёном Лизогубом.
Богатая казацкая старшина, путем «заимки» и покупки, а иногда и самовольного захвата больших территорий некогда свободной казацкой степи, уже в первой половине XVIII в. пришла к возникновению помещиков-землевладельцев. В Яготине одним из первых помещиков был переяславский полковник Василий Танский — внук Семёна Палия, который построил в городке свою экономию и имел в окрестностях Яготина земельные наделы, которые с каждым годом увеличивал, используя власть полковника, у которого в 1757 году купил земли Кирилл Разумовский.